# لارا
فاطمه نور کِسکین (به ترکی استانبولی: Fatma Nur Keskin) با نام هنری لارا (به ترکی استانبولی: Lara) (۱۹ مارس ۱۹۷۹) خوانندهٔ پاپ و ترانه‌سرای اهل ترکیه است.

## زندگی
در ۱۹ مارس ۱۹۷۹ در خانواده‌ای موسیقی‌دان در قرق‌قلعه متولد شد. بعد از اتمام تحصیلات دبیرستان به‌عنوان مهماندار در آلانیا کار کرد. آلبوم اول لارا ۵ ژوئن ۲۰۰۳ منتشر شد. این آلبوم به نام نور با لیبل اوزان موزیک به بازارهای موسیقی عرضه شد. در ۲۷ مهٔ ۲۰۰۵ با آلبوم دومش به نام مرد مردانه تقریباً ۱۰۰ هزار نسخه فروخت. این آلبوم در چهارمین جوایز موسیقی مویاپ جایزهٔ آلبوم طلایی را کسب کرد. در ۱۵ ژانویهٔ ۲۰۰۸ آلبوم سومش به نام یادگار را منتشر کرد. در ۲۰۱۰ آلبومی متشکل از چهار قطعه به نام بفرست را منتشر کرد. در سال ۲۰۱۴ همراه موتلو گنچ دوئتی به نام «مسابقه چند چند» و در سال ۲۰۱۵ تک‌آهنگی به نام «فقط به خاطر تو» را منتشر کرد.
در سال ۲۰۱۷ تک‌آهنگ «[لباس] خیانت پوشیده‌ای» و در سال ۲۰۲۰ تک‌آهنگ‌های «وداع اجباری» و «عالم مجازی» را به بازار عرضه کرد. در سال ۲۰۲۲ تک‌آهنگ «تابستان بعدی» را عرضه کرد.